# Георг Дік
Георг Дік (28 квітня 1847 Цешен — 21 жовтня 1925 Цешен) — німецький ентомолог та ботанік.
Після навчання у середній школі у Наумбурзі, він вивчав природничі науки в Єні, де він був учнем і помічником Ернста Геккеля. У 1870 році він викладав в Цешені у великому дендрарії, де культивували більш як 6000 різних видів дерев та чагарників. Окрім роботи по підтриманні колекцій рослин, Дік їздив в експедиції у Скелясті гори (1888), на Кавказ (1891) та в Іспанію (1892), де він збирав жуків, рослини і мохи, зокрема нові таксони, такі як Orthotrichum cupulatum var baldaccii. Подальші поїздки привели його до Франції, Італії та Сицилії, Марокко, на Балкани і у Туреччину. Він написав багато наукових статей, з описами нових таксонів, та впровадив у культивацію декілька рослин, зокрема Ulmus pumila L. var. arborea Litv. з Туркестану.
Його колекції є в університеті Мартіна Лютера (Biozentrum, World Coleoptera), Національному музеї природознавства у Парижі (турецькі лускокрилі) і музеї природознавства у Лондоні (турецькі лускокрилі).
Георг Дік був членом Ентомологічного товариства Франції (фр. Société entomologique de France).

## Почесті
Декілька таксонів рослин названі на його честь, зокрема Brachythecium dieckii та гібрид клена Acer × dieckii.

## Публікації
- Die Moor- und Alpenpflanzen (Eiszeitflora) des National-Arboretum u. Alpengartens Zöschen b. Merseburg: und ihre Cultur. E. Karras, Halle an der Saale, 1899